# Muhlenbergia annua
Muhlenbergia annua là một loài thực vật có hoa trong họ Hòa thảo. Loài này được (Vasey) Swallen mô tả khoa học đầu tiên năm 1947.